# Sebastian Defregger
Sebastian Anton Defregger (* 19. Jänner 1784 in Mitteldorf, Gemeinde Virgen; † 6. September 1853 in Kufstein) war ein österreichischer Maler, Bildhauer und Graveur sowie Bürgermeister von Kufstein.

## Leben
Der aus Osttirol stammende Sebastian Defregger kam 1808 nach Kufstein, wo er Maria Notburga Waginger, die Tochter des Malers Sebastian Hieronymus Waginger heiratete und dessen Malerwerkstatt übernahm. Zwei Mal, von 1823 bis 1828 und von 1832 bis 1835, war er Bürgermeister von Kufstein.
Defregger war als Maler, Bildhauer und Graveur tätig. Er schuf Miniaturporträts in Öl, kleine Büsten, Figuren und Reliefs, aber auch Malereien und Plastiken für Kirchen im Tiroler Unterland. Seine frühen Werke sind im Stil älterer Barockmeister gehalten, später wandte er sich, dem Zeitgeist entsprechend, dem Klassizismus zu. Er bildete sechs Lehrlinge in der Bildhauerei aus, von denen Joseph Haid der bekannteste wurde.

## Werke

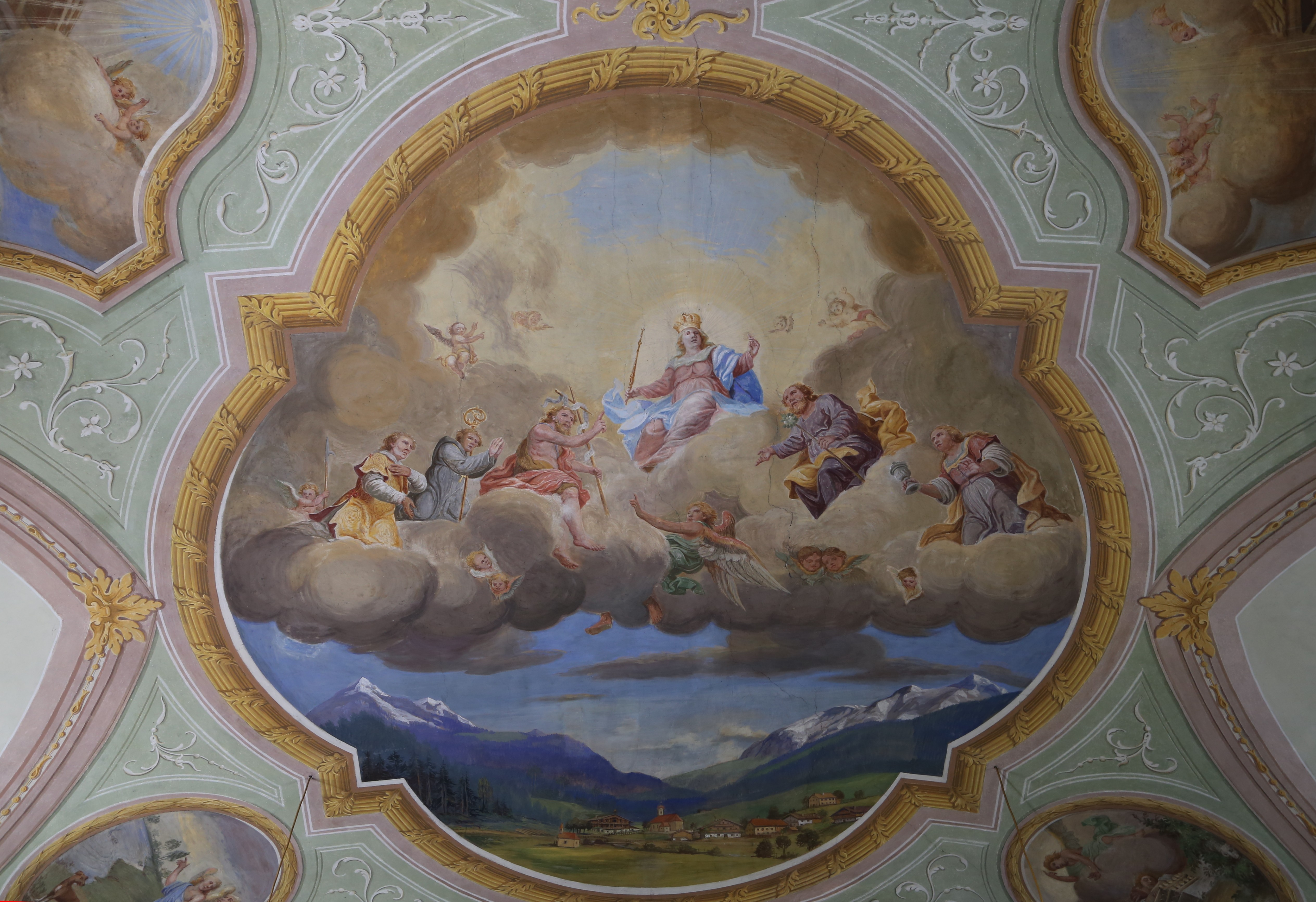
Deckengemälde, Pfarrkirche Landl

- Decken- und Wandmalereien, Pfarrkirche Walchsee, 1813 (1908 von Josef Gold übermalt)[1]
- Altarfiguren, Pfarrkirche Erl, um 1815[4]
- Deckenmalereien, Pfarrkirche Landl, 1817 (1970 teilweise übermalt)[5]
- Fastenbilder, Pfarrkirche Tux, 1822[6]
- Wandmalereien, Apostelkreuze mit halbfigurigen Aposteln, Pfarrkirche Unterlangkampfen, 1843[7]